# László Szekér
László Szekér (ur. 27 kwietnia 1985 w Győr) – węgierski wioślarz.

## Osiągnięcia
- Mistrzostwa Świata U-23 – Hazewinkel 2006 – czwórka podwójna – 4. miejsce[1].
- Mistrzostwa Świata U-23 – Glasgow 2007 – czwórka podwójna – 11. miejsce[1].
- Mistrzostwa Europy – Poznań 2007 – czwórka podwójna – 8. miejsce[1].
- Mistrzostwa Europy – Ateny 2008 – dwójka podwójna – 14. miejsce[1].
- Mistrzostwa Europy – Brześć 2009 – dwójka podwójna – 9. miejsce[1].